# Manage
Manage (in vallone Manadje) è un comune belga di 22 382 abitanti, situato nella provincia vallona dell'Hainaut. Nel territorio dell'ex comune di Bois-d'Haine, dal 1977 frazione di Manage, scorre il fiume Haine.